# Royaume de Niumi
Le royaume de Niumi, également connu sous le nom de royaume de Barra, est un État d'Afrique de l'Ouest situé sur le fleuve Gambie. Niumi est situé à l'embouchure de la rivière et s'étend sur près de 65 km le long et au nord de sa rive nord. Pendant une grande partie de son existence, sa frontière orientale est occupée par le royaume de Baddibu, et sa frontière nord est une savane ouverte menant au Sénégal. Devenu officiellement partie de la colonie et du protectorat de Gambie en 1897, le royaume forme désormais les districts de Upper Niumi et Lower Niumi de la division de la rive nord en Gambie.

## Étymologie et terminologie
La première mention écrite du nom « Niumi » remonte à 1455/1456, par l'explorateur vénitien Alvise Cadamosto, qui a enregistré « Gnumimenssa », ou en d'autres termes « Niumi Mansa » ou roi de Niumi. Dans le voyage de Diogo Gomes, le nom « Nomyans » est mentionné. Dans les anciens écrits français, le « Ny » s'écrit « Gn », par exemple avec « Gnomy » sur la carte de Delisle de 1726. Localement, les habitants font référence à deux zones – Niumi Bato et Niumi Banta – respectivement les zones côtières et les zones montagneuses de Niumi. Selon le sociologue David P. Gamble, Niumi se prononce Nyoomi, avec un long « O », et a été écrit de cette façon par le linguiste Gordon Innes. Certaines personnes le prononcent également Nyuumi, avec un son « U ». Dans les publications gouvernementales, il est écrit « Niumi ». Le mot « Niumi » signifie probablement « rivage »[réf. nécessaire].
Du XVIIe siècle aux années 1890, le royaume est également appelé « Barra ». Barra est le premier port sur la rive nord du fleuve Gambie. Le nom dérive probablement du terme portugais désignant une entrée de port, mais peut également provenir du mot « barre » (français : barre), car une barre de sable mouvant est caractéristique d'autres embouchures de rivières de la région, comme au Sénégal. Lorsque le Protectorat est établi en 1897, le mot « Niumi » est rétabli.

## Histoire

### Origine par confédération clanique
Les premiers habitants de Niumi sont probablement des ramasseurs de coquillages et des pêcheurs sur la côte, peut-être apparentés aux Sérères d'aujourd'hui. Peu à peu, des colons mandingues se sont installés dans la région, établissant des villages sur le front de mer et les rives des rivières. Le clan Jamme de Badibu a d'abord fondé la ville de Bakendik, puis plus tard la ville de Sitanunku. Selon la tradition orale, les premiers dirigeants de Niumi sont des reines, mais le premier roi est Samake Jamme. Il aurait pris le pouvoir après avoir voyagé avec un groupe d'autres dirigeants mandingues de Gambie auprès de l'empereur du Mali pour démontrer la légitimité de leur dynastie.
La région est active dans le commerce transsaharien du sel et développe une flotte de canots pour le commerce fluvial et faciliter le déplacement des troupes. Le Niumi est alors tributaire du Mali et est établi au nord de la rive. Au sud, un nouveau clan mandingue s'installe, les Maane, et partagent la gouvernance dynastique avec les Jamme afin de se protéger des agressions wolofs et sérères.
Un troisième clan, les Sonko s'établissent également au sud. Deux origines sont défendues, l'origine mandingue et l'origine peule.Cette dernière est probablement une reconstruction ultérieure, prétendant descendre de Koli Tenguella, afin de renforcer la légitimité dynastique des Sonkos. Au début, les Sonko s'installent aux frontières du Siin et du Saalum et collectent des impôts pour les dirigeants sérères et wolofs, mais ils décident plus tard d'aider les Jamme et les Maane dans leur lutte. Ils fondent les villes de Berending et Jifet. La famille de Jifet s'est ensuite divisée en Essau et Sika. Cette consolidation du pouvoir par les trois clans royaux est probablement achevée au début du XVIe siècle.
Les sept villes des trois principaux clans se partageent alors la domination de Niumi à tour de rôle. David P. Gamble l'établit comme suit :
| Ville              | Clan  | Nombre de dirigeants |
| ------------------ | ----- | -------------------- |
| Bakendik           | Jamme | 10                   |
| Kanuma             | Maane | 9                    |
| Sitanunku          | Jamme | 8                    |
| Essau Jelenkunda   | Sonko | 9                    |
| Bunyadu            | Maane | 7                    |
| Essau-Mansaring Su | Sonko | 8                    |
| Berending          | Sonko | 8                    |

### Début du commerce et de la colonisation européenne
La première interaction avec les Européens a eu lieu en 1446. Une attaque portugaise est repoussée en 1446. Des relations commerciales sont ouvertes entre le Portugal et Niumi une décennie plus tard.
Bien qu'il y ait eu des interactions précoces avec des commerçants et des explorateurs européens, la première tentative d'installation à Niumi a lieu au milieu des années 1600. En 1651, les Courlandais visitent une île au large de la côte de Niumi, appelée l'île aux Chiens. Ils appellent l'île Honde-Eylat et font une pétition au roi de Niumi pour travailler sur l'île. Cependant, ils décident plus tard de construire un fort plus en amont de la rivière, sur une île qui n'appartient pas à Niumi, appelée Kunta Kinteh. Dans les années 1660, les Anglais construisent une fortification temporaire sur l'île Dog, la renommant île Charles. Après que l'île Saint-André soit tombée aux mains des Anglais en 1662 et ait été rebaptisée île James, leur garnison principale est restée sur l'île Charles jusqu'en 1666[réf. nécessaire].
En 1678, un Français nommé Ducasse établit un petit poste sur l'île Charles, mais lui et ses hommes sont peu après tués par les indigènes. L'emplacement serait sacré pour les habitants de Sitanunku, l'un des sept villages royaux de Niumi. En 1681, les Français établissent un poste de traite permanent à Albreda, sur le continent.
Francis Moore, en 1738, décrit l'île Dog comme étant à portée de mousquet de la côte de Niumi, et a également raconté que le fort qui s'y trouve est maintenant en ruines. Les Européens s'intéressent à nouveau à l'île au XIXe siècle, et elle est exploitée pour la pierre à la fin des années 1810 lorsque les Britanniques fondent la ville de Bathurst sur la rive opposée du fleuve.

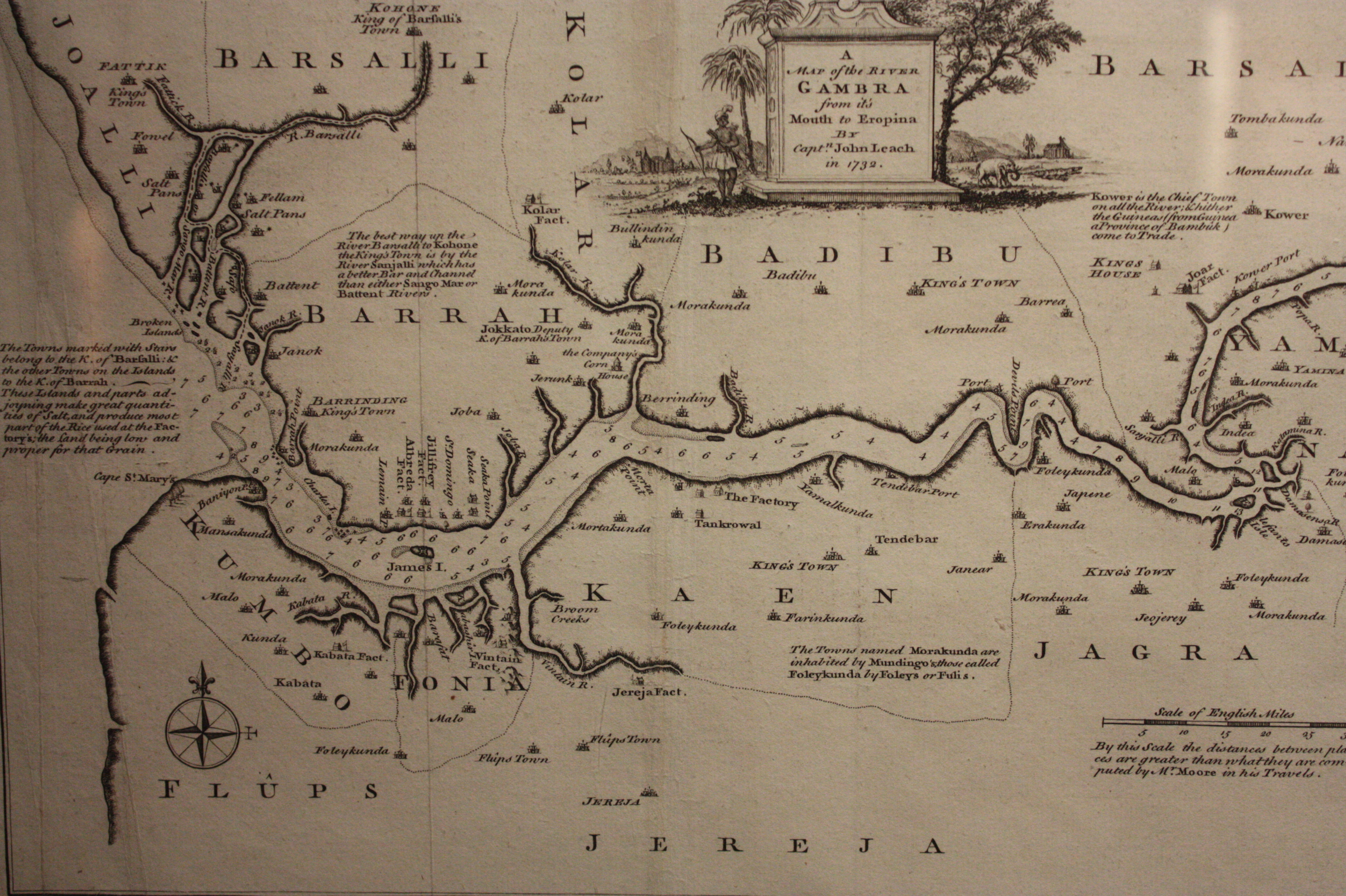
Carte des États du fleuve Gambie en 1732 par le capitaine John Leach, représentant Niumi sous le nom de « Barrah ».

Pendant la majeure partie du XVIIIe siècle, Niumi prospère grâce à sa position avantageuse à cheval sur les routes commerciales. Les rois étendent leur contrôle sur Niumi Bato au nord vers le delta du Saloum, ainsi qu'à l'est jusqu'à Jokadu.

### XIXesiècle
Au début du XIXe siècle, le roi de Niumi est considéré comme « plus redoutable aux yeux des Européens que tout autre chef du fleuve ». Chaque navire qui passait devait payer 20 £. Ces droits sont souvent perçus en personne par l'Alkaid, ou gouverneur, de Jillifree. Les revenus diminuent dès lors parallèlement à la traite négrière transatlantique, le commerce « légitime » ne parvenant pas à combler le vide. De plus, la ville fondée de Bathurst, fondée par les Britannique, réprime activement la traite des esclaves.
Le roi de Niumi qui est couronné en 1823 est Burungai Sonko. Il mène une politique anti-britannique et lève des taxes contre les marchands de Barthurst qui exercent sur le territoire Niumi. Il refuse également que les troupes britanniques installent une batterie de canons. Cependant, sous la menace de la frégate HMS Maidstone, Burungai est contraint de signer un traité en 1826 et de céder un mille de territoire en contrepartie. Un fort est immédiatement fondé à Barra Point, appelé Fort Bullen. Une autre partie du territoire est réservée à la manufacture française. De plus, le contrat exige que le roi de Niumi renonce à ses revendications de souveraineté sur le fleuve contre une rente de 400 dollars par an.
L'apport de taxes perçues sur les navigateurs cesse dès lors et la concurrence économique britannique qui établit de nouvelles manufactures plonge le royaume dans une crise qui réduit progressivement son pouvoir .
En 1831, une société agricole anglaise cherche à créer une colonie pour les esclaves libérés et les retraités sur l'île Dog, mais ces colons sont chassés le 20 août en raison de la nature sacrée de la terre .
Le lendemain, la guerre de Barra éclate. La tradition veut qu'elle est provoquée par une altercation avec deux Niumi au sein du Fort Bullen. Les Britanniques envoient un groupe à la poursuite de ces deux hommes, mais avec le contexte politique tendu, une grande foule se rassemble devant le fort. Après une bataille d'une journée au cours de laquelle la petite colonie près du fort est détruite, les troupes britanniques évacuent Fort Bullen, laissant à nouveau les Niuminka en charge de ce point stratégique commandant l'embouchure du fleuve.
Croyant qu'une attaque sur Bathurst est imminente, les Britanniques demandent l'aide des forces françaises de Gorée ainsi que des forces de Sierra Leone. Les forces de Niumi renforcent leur position sur la pointe de Barra. Finalement, en novembre, les Britanniques reprennent Fort Bullen et, en janvier 1832, signent une paix avec le roi de Niumi confirmant la cession des terres. Dans les années qui ont suivi ce revers, le commerce de la cire d’abeille et des peaux a augmenté, mais l’élite dirigeante Niumi ne pouvait pas le taxer et a donc cherché des sources de revenus alternatives.
Dans les années 1840, une révolte oppose Jokadu à l'élite Niumi. Le roi Demba Sonko recrute Kelefa Saane, un guerrier mandingue sujet d'une chanson de griot populaire à l'époque moderne, pour aider à réprimer la révolte. L'instabilité interne pousse les forces britanniques à intervenir dans les années 1860[réf. nécessaire].
La perte de l’indépendance de Niumi n'est toutefois pas liée à ces conquêtes. La conférence de Berlin de 1884 marque le début d’un processus de partage de l’Afrique sous contrôle européen. Ce processus atteint la région de la Gambie en 1889 lorsque les Français et les Britanniques ont défini leurs revendications territoriales.
La frontière entre la Gambie et le Sénégal qui en résulte divise Niumi en deux. Les territoires attribués à la France sont délimités en 1891 et cédés en 1893. Le Mansa de Niumi, Maranta, accepte la perte de ses territoires du nord sans protester. En 1896, il demande la protection des Britanniques, qui lui est accordée en janvier 1897.

## Géographie et économie

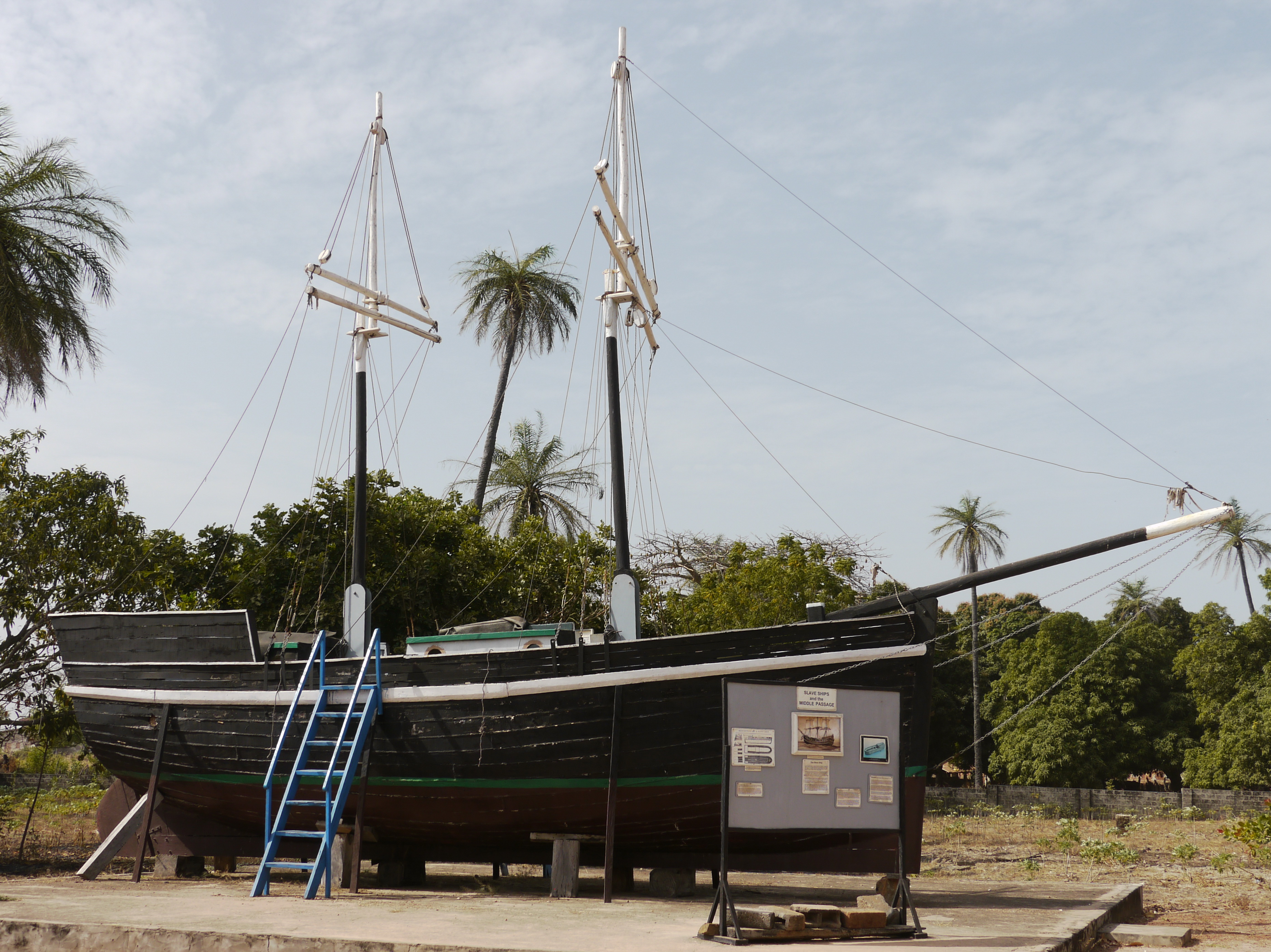
Une reconstitution d'un navire négrier à Albreda.

Niumi se trouve dans une savane ouverte qui fournissait des pâturages et un sol sablonneux sec pour la production d'arachides. Baddibu, son voisin oriental, est l’une des régions productrices d’arachides les plus riches du fleuve Gambie, mais manquait de moyens de transport fluviaux adaptés. Comme Niumi possédait l'une des rares étendues de façade fluviale de la Gambie non encombrée par des mangroves, d'importantes routes terrestres et maritimes croisaient le royaume. L'élite de Niumi est composée de commerçants actifs et tirait également profit des péages imposés aux marchands de passage et aux résidents européens.
Niumi a une longue histoire commerciale en raison de sa position géographique favorable. C'était une source de sel pour les populations de l'est et du sud-est. Au XVIIIe siècle, elle devint un centre de la traite négrière transatlantique. Les esclaves transportant de l'ivoire, de la cire d'abeille, des peaux et de l'ivoire descendaient la rivière depuis Wuli et d'autres États à l'est pour être échangés dans les ports Niumi de Jillifree ou d'Albreda. Ils furent placés sur des navires britanniques ou français et à destination des Antilles. Avec l'application de l'interdiction de la traite des esclaves, le commerce s'est déplacé vers l'exportation d'arachides dans les années 1840.
Le Niuminka a adopté des voiles carrées de style européen. Ils ont modifié la coque de la pirogue afin d'y mettre en œuvre l'utilisation d'un mât gréé d'une ou plusieurs voiles. Des barres et des gouvernails de style européen ont été utilisés, bien que les navires plus petits aient conservé l'utilisation de palettes de direction. Cela permettait de naviguer en mer et de traverser les rivières.

## Dirigeants

### Mansa de Niumi
Le roi de Niumi est connu sous le nom de Mansa en mandingue. En 1840, le gouverneur britannique de la Gambie, Henry Vere Huntley, estimait que le règne moyen d'un souverain est de cinq ans. De plus, lorsqu’un dirigeant est incompétent, un régent pouvait être nommé.

### Liste des dirigeants connus
| Nom                     | Clan  | Dates                 | Capitale         |
| ----------------------- | ----- | --------------------- | ---------------- |
| Jenung Wuleng           | Sonko | –1686                 | Berending        |
| Almaranta               | Sonko | –1717                 | Essau            |
| Dusu Koli               | Sonko | v. 1725 – Mai 1736    | Berending        |
| Siranka Wali            | Jamme | Juillet 1736 – 1750   | Bakindiki        |
| Jelali Kasa             | Maane | 1751–1754             | Kanuma           |
| Sambari Naja            | Jamme | Juin 1754 – Dec. 1759 | Sitanunku        |
| Nandanko Suntu          | Sonko | 1760 – v. 1776        | Essau            |
| Nyiti Soma Jamme        | Sonko | 1783–                 | Essau            |
| Tamba Jabunai           | Sonko | 1786–                 | Berending        |
| Koli Manka Jambung Jiti | Maane | 1815–1823             | Bunyadu          |
| Burungai Jeriandi       | Sonko | 1823 – Juin 1833      | Essau            |
| Demba Adama             | Sonko | 1834–1862             | Berending        |
| Buntung Saane Sonko     | Jamme | 1862 – Jan. 1867      | Bakindiki        |
| Mamadi Sira Madi Jamme  | Maane | 1867 – v. 1875        | Kanuma           |
| Wali                    | Jamme | v. 1875 – Juin 1883   | Sitanunku        |
| Maranta                 | Sonko | 1883–1910             | Essau            |
| Mfamara                 | Sonko | 1906–1911             | Essau-Gilenkunda |